# Xestia flavilinea
Xestia flavilinea är en fjärilsart som beskrevs av Alfred Ernest Wileman 1912. Xestia flavilinea ingår i släktet Xestia och familjen nattflyn. Inga underarter finns listade i Catalogue of Life.